# Javier Efraín Bú
Javier Efraín Bú Soto (Tegucigalpa, 1980) es un abogado y diplomático hondureño. Es el actual secretario de Relaciones Exteriores de Honduras por la administración de Xiomara Castro. Anteriormente se desempeñó como embajador de Honduras en Estados Unidos.

## Carrera
Es abogado de Derecho Internacional e Inmigración. También director ejecutivo de Group BG Inc. LLC, dedicado al rubro inmobiliario.
Estudió en la Universidad Americana, una universidad privada ubicada en Washington afiliada a la Iglesia Metodista.
También cuenta con amplia experiencia en el servicio diplomático al ser nombrado como encargado de Negocios a.i. de la embajada de Honduras en Washington desde febrero de 2022.

## Secretario de Relaciones Exteriores
Tras la renuncia de Eduardo Enrique Reina por motivos políticos, quien participará en las siguientes elecciones generales como candidato a designado presidencial.
Javier Bú es abogado de Derecho Internacional e Inmigración y diplomático de carrera. Su designación fue anunciada por la presidenta Castro el pasado 27 de mayo; no obstante, fue hasta el 9 de junio que fue juramentado en el cargo.
Bú Soto fue embajador de Honduras en Estados Unidos desde 2023 hasta 2025. Uno de sus principales retos, es la ampliación del Estatus de Protección Temporal (TPS) para miles de hondureños vence el próximo 5 de julio, por lo que urge realizar acercamientos diplomáticos que favorezcan una extensión o renovación del mismo.

## Embajador de Honduras en Estados Unidos
El 23 de febrero de 2022, Bú Soto llegó en sustitución del exembajador Luis Suazo, quien dejó su cargo. En esa misma fecha fue anunciado Javier Efraín Bú como encargado de negocios en la embajada de Honduras en Washington. 
El representante diplomático de Honduras en Washington se encargó de trabajar los temas de migración y sus causas, gestionar la continuidad del Estatus de Protección Temporal (TPS).
Como embajador, hasta el 9 de junio de 2025, se centró en la situación de niños en la frontera, el trato digno y derechos de los migrantes, visas de trabajo y fortalecer la relación bilateral entre los países.